# Incidente del Caravelle di Royal Air Maroc nel 1970
L'incidente di Berrechid nel 1970 fu un incidente aereo che coinvolse un Sud Aviation SE-210 Caravelle III della Royal Air Maroc su una rotta tra Agadir e Parigi, con scalo a Casablanca.
Durante la discesa, l'aereo perse quota nei pressi di Berrechid, città a circa 30 chilometri da Casablanca.
L'incidente causò 61 vittime, con 21 sopravvissuti, sei dei quali in condizioni critiche. In seguito venne detto che altre quattro persone morirono più tardi in ospedale.

## L'aereo
Al momento dell'incidente, l'aereo era un Sud Aviation SE-210 Caravelle di 9 anni e 11 mesi registrato con CN-CCV.

## L'incidente
Si ritiene che l'incidente venne causato dall'aereo quando tentò di compensare la perdita di altitudine che lo stava facendo cadere su Berrechid, sempre in Marocco. C'è una controversia sul fatto che l'aereo avesse o meno colpito i cavi dell'alta tensione prima di schiantarsi. Il Caravelle si schiantato sulla strada El Gara e spargendo detriti su un'area di 1.000 iarde quadrate (840 metri quadrati). Il pilota cercò di atterrare in un campo, creando un solco lungo 50 metri (55 iarde). Il luogo dell'incidente era vicino a una strada stretta.
61 persone persero la vita subito dopo l'impatto. Altre quattro morirono più tardi nell'ospedale di Casablanca. Diversi altri sopravvissuti erano in condizioni critiche. La maggior parte delle persone a bordo erano cittadini francesi e marocchini.

## Conseguenze
L'aereo fu danneggiato irreparabilmente e la fusoliera si spezzò in due. La parte anteriore dell'aereo fu gravemente ustionata, mentre i danni alla coda furono meno gravi.